# 三项指示为纲
三项指示为纲是邓小平在1975年主持中央日常工作期间提出的政治纲领，三项指示分别是毛泽东提出的学习理论反修防修、安定团结、把国民经济搞上去，其实质是取代和否定毛泽东和四人帮主张的阶级斗争是纲，其余都是目。

## 背景
1972年周恩来被查出膀胱癌，身体每况愈下，邓小平具备接替他的条件。和周恩来一样，邓小平与四人帮不合，主张恢复生产秩序。同时，毛泽东在1971年林彪事件后也主张邓小平复出。
1975年1月，邓小平被任命为中央军委副主席、总参谋长。1975年1月8日，在中共十届二中全会上，被选为中共中央委员会副主席、中央政治局常委。1975年1月13日至17日第四届全国人民代表大会又确立了以周恩来、邓小平为核心的国务院人选。邓小平在毛泽东的支持下主持国务院工作，之后又主持中央日常工作。

## 提出
毛泽东在1974年下半年至1975年1月提出过三项指示，即“还是安定团结为好”、“把国民经济搞上去”和“学习理论，反修防修”，但没有说这些是“纲”还是“目”。这三项指示是毛泽东在不同场合、针对某些不同问题分散地、不连贯地提出来的。
1975年5月29日，邓小平首次提出“三项指示为纲”：
毛主席最近有三条指示：一条是关于理论问题的重要指示，要反修防修，再一条是关于安定团结的指示，还有一条把国民经济搞上去。这就是我们今后一个时期各项工作的纲。这三条重要指示是互相联系的，不能分割的，一条都不能忘记。——邓小平，《邓小平同志在钢铁工业座谈会上的讲话》（记录稿）
实际上，邓小平之后对“反修防修”并不热心，采取回避、淡化的态度，其核心是第三项指示，即“把国民经济搞上去”。

## 评价

### 负面
毛泽东在1975年11月对邓小平提出的三项指示为纲越来越不满，在同毛远新谈话时说：
安定团结，不是不要阶级斗争。阶级斗争是纲，其余都是目。——毛泽东，11月4日, 毛泽东同毛远新谈话
1975年12月31日，毛泽东在会见外宾时说：
Struggle (斗争) !我们这里有阶级斗争, Class Struggle (阶级斗争) !在人民内部也有斗争。共产党内部也有斗争。不斗争就不能进步, 不和平。八亿人口, 不斗行吗?
毛泽东又说：
小平提出‘三项指示为纲’, 不和政治局研究, 在国务院也不商量, 也不报告我, 就那么讲。他这个人是不抓阶级斗争的, 历来不提这个纲。还是‘白猫、黑猫’啊, 不管是帝国主义还是马克思主义。他不懂马列, 代表资产阶级。
在毛泽东指示下，开展批邓、反击右倾翻案风。其中“右倾翻案风”指的主要是1975年整顿。1976年2月29日人民日报第1版引用毛泽东语录“什么“三项指示为纲”，安定团结不是不要阶级斗争，阶级斗争是纲，其余都是目。”并发表文章《评“三项指示为纲”》，指：
“三项指示为纲”，是党内那个坚持刘少奇、林彪修正主义路线的不肯改悔的走资派，背着毛主席和党中央提出来的。...党内还在走资本主义道路的当权派，手中有很大的权力，所以搞起修正主义来是很凶的，很快的，是最危险的。——梁效、任明，《人民日报》1976年2月29日

### 正面
批邓、反击右倾翻案风结束后，中共认为“三项指示为纲”是中国特色社会主义和邓小平理论的理论酝酿，是“巧妙的斗争策略”。